# Bundesrat (Austria)
Bundesratul este una din cele două camere ale Parlamentului bicameral al Austriei. Acesta reprezintă cele nouă landuri ale Austriei. 
În prezent sediul Bundesratului este în Clădirea Parlamentului din Viena. Actuala președintă este Sonja Ledl-Rossmann, numită în funcție pe data de 1 ianuarie 2017.

## Rol
Întrucât Constituția Austriei deosebește strict legislația federală de cea statală, Articolul 42 îi acordă doar dreptul de a respinge legile aprobate în Nationalrat. Totuși, acesta nu este un drept de veto, deoarece Nationalratul poate să retrimită legea dacă este susținută de jumătate din membri.
În următoarele cazuri aprobarea Bundesratului este finală:
- Legi constituționale care limitează competențe statelor federale
- Lege relatând drepturile Bunderatului
- Tratate care consemnează jurisdicția statelor federale

De la înființarea sa în 10 noiembrie 1920, parlamentarii Bundesratului nu au ajuns niciodată într-un moment de contrabalans în relația cu Nationalratul.

## Structură
Cei 61 de membri ai Bundesratului sunt aleși de către cetățenii celor nouă landuri ale Austriei pe o perioada de 4 sau 6 ani. Fiecare land poate trimite de la 3 la 12 parlamentari în funcție de populația sa. Pentru a forma un grup parlamentar este nevoie de un număr de cel puțin 5 membri.
|                    | MPs | ÖVP | SPÖ | FPÖ | Verzii | Independenți |
| ------------------ | --- | --- | --- | --- | ------ | ------------ |
| Burgenland         | 3   | 1   | 2   | –   | –      | -            |
| Carintia           | 4   | 1   | 2   | 1   | –      | -            |
| Austria Inferioară | 12  | 7   | 3   | 1   | -      | 1            |
| Salzburg           | 4   | 1   | 1   | 1   | 1      | -            |
| Stiria             | 9   | 4   | 4   | 1   | –      | -            |
| Tirol              | 5   | 3   | 1   | –   | 1      | -            |
| Austria Superioară | 10  | 5   | 3   | 1   | 1      | -            |
| Viena              | 11  | 1   | 6   | 3   | 1      | -            |
| Vorarlberg         | 3   | 2   | –   | 1   | –      | -            |
| Total              | 61  | 25  | 22  | 9   | 4      | 1            |

## Biroul permanent al Bundesratului
Biroul permanent al Bundesratului propune Nationalratului data începerii și data încheierii sesiunilor parlamentare, solicită președintelui acesteia convocarea unei sesiuni extraordinare, supune aprobării Nationalratului regulamentul acesteia, precum și propunerile de modificare. Biroul permanent al Bundesratului pregătește și asigură desfășurarea în bune condiții a lucrărilor Nationalratului.
1. Președinte: Gottfried Kneifel - ÖVP (ales pe 1 iulie 2015)
2. Vicepreședinți: Harald Himmerr - ÖVP, Inge Posch-Gruska - SPÖ
3. Secretari: Ferdinand Tiefnig - ÖVP, Susanne Kurz - SPÖ, Nicole Schreyer - Verzii, Gerd Krusche - FPÖ